# Physical Graffiti
Physical Graffiti este al șaselea album al trupei engleze de rock Led Zeppelin. Este un dublu album lansat pe 24 februarie 1975. Înregistrarea albumului a fost întreruptă, la un moment dat când John Paul Jones a fost gata să părăsească formația. După ce membrii grupului s-au reunit la Headley Grange, trupa a scris și înregistrat opt cântece a căror durată ocupa mai mult decât un album obișnuit Led Zeppelin. Acest lucru a determinat formația să lanseze Physical Graffiti ca un dublu album pe care au fost incluse și piese mai vechi neapărute pe precedentele discuri.
Physical Graffiti a fost un succes critic și comercial; albumul a primit 16 discuri de platină numai în Statele Unite fiind considerat unul dintre albumele definitorii ale grupului Led Zeppelin. În 2003 albumul a fost clasat pe locul 70 în Lista celor mai bune 500 de albume ale tuturor timpurilor stabilită de revista Rolling Stone.

## Lista pieselor
Fața 1
1. «Custard Pie» - (Jimmy Page, Robert Plant)
2. «The Rover» - (Jimmy Page, Robert Plant)
3. «In My Time of Dying» - (Jimmy Page, Robert Plant, John Paul Jones, John Bonham)

Fața 2
1. «Houses of the Holy» - (Jimmy Page, Robert Plant)
2. «Trampled Under Foot» - (Jimmy Page, Robert Plant, John Paul Jones)
3. «Kashmir» - (Jimmy Page, Robert Plant, John Bonham)

Fața 3
1. «In the Light» - (Jimmy Page, Robert Plant, John Paul Jones)
2. «Bron-Yr-Aur» - (Jimmy Page)
3. «Down by the Seaside» - (Jimmy Page, Robert Plant)
4. «Ten Years Gone» - (Jimmy Page, Robert Plant)

Fața 4
1. «Night Flight» - (Jimmy Page, Robert Plant, John Paul Jones)
2. «The Wanton Song» - (Jimmy Page, Robert Plant)
3. «Boogie with Stu» - (Bonham, Jones, Jimmy Page, Robert Plant, Ian Stewart, Ritchie Valens)
4. «Black Country Woman» - (Jimmy Page, Robert Plant)
5. «Sick Again» - (Jimmy Page, Robert Plant)

Durată 82:15 min.

## Componență
- Jimmy Page – chitară, mandolină, producător
- Robert Plant – vocalist, chitară pe «Boogie with Stu»
- John Paul Jones – chitară bas, clape, mellotron, chitară, mandolină
- John Bonham – baterie